# Ларан
Лара́н (фр. и окс. Laran) — коммуна во Франции, находится в регионе Юг — Пиренеи. Департамент — Верхние Пиренеи. Входит в состав кантона Кастельно-Маньоак. Округ коммуны — Тарб.
Код INSEE коммуны — 65261.

## География

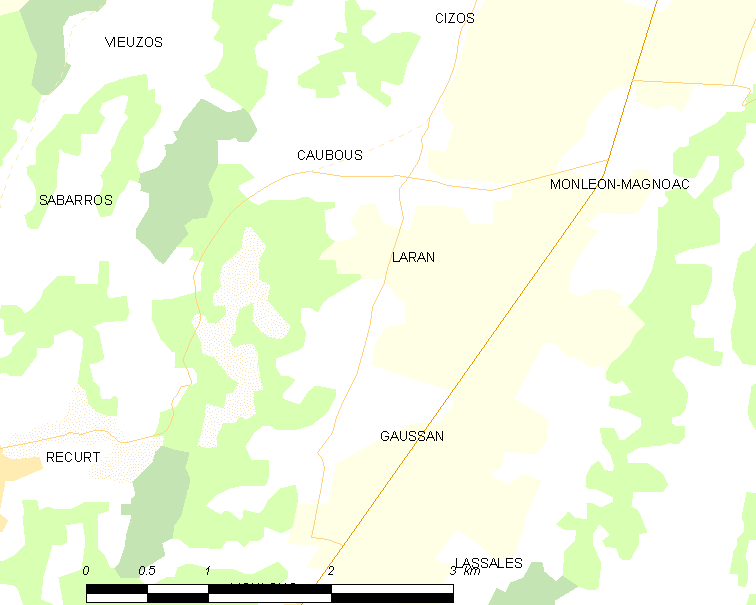
Карта коммуны

Коммуна расположена приблизительно в 650 км к югу от Парижа, в 90 км юго-западнее Тулузы, в 34 км к востоку от Тарба.
На востоке коммуны протекает река Жер, а на севере — река Ус.

## Климат
Климат умеренно-океанический с солнечной тёплой погодой и обильными осадками на протяжении практически всего года.

## Население
Население коммуны на 2010 год составляло 47 человек.
| 1962 | 1968 | 1975 | 1982 | 1990 | 1999 | 2010 |
| ---- | ---- | ---- | ---- | ---- | ---- | ---- |
| 44   | 45   | 42   | 45   | 47   | 42   | 47   |

## Администрация
| Период | Период | Фамилия        | Партия | Примечания |
| ------ | ------ | -------------- | ------ | ---------- |
| 2001   | 2014   | Франк Манвьель |        |            |
| 2014   | 2020   | Жан-Люк Галь   |        |            |

## Экономика
В 2010 году среди 26 человек трудоспособного возраста (15-64 лет) 17 были экономически активными, 9 — неактивными (показатель активности — 65,4 %, в 1999 году было 67,9 %). Из 17 активных жителей работали 17 человек (10 мужчин и 7 женщин), безработных не было. Среди 9 неактивных 4 человека были учениками или студентами, 2 — пенсионерами, 3 были неактивными по другим причинам.